# Aldo Giuliani
Aldo Giuliani (Orzinuovi, 5 marzo 1921 – ...) è stato un calciatore italiano, di ruolo centrocampista.

## Carriera
Gioca con il Padova dal 1945 al 1947, collezionando 30 presenze in gare di campionato nella prima stagione (considerando sia il girone C del Torneo Cadetto Misto dell'Alta Italia, sia il girone finale) e 34 nella seconda (nel girone B della Serie B 1946-1947).
Debutta con i biancoscudati il 14 ottobre 1945 in Padova-Reggiana (0-0). Gioca la sua ultima partita con i padovani il 6 luglio 1947 in Siena-Padova (3-3). Nel 1961 per qualche mese allena il Brescia in coppia con Andrea Gadaldi.